# Аль-Кутубия
Аль-Кутубия (араб. جامع الكتبية‎ jaːmiʕu‿ lkutubijːa(h) «мечеть книготорговцев») — самая большая мечеть марокканского города Марракеш, известная великолепным 69-метровым минаретом, который послужил прототипом таких построек альмохадского периода, как башня Хасана в Рабате и севильская Хиральда. Заказчиком строительства выступил эмир Якуб аль-Мансур (правил в 1184-99 гг.) Название мечети происходит то ли от библиотеки при ней, то ли от книготорговцев, лотки которых прежде занимали площадку у мечети. Венчают минарет четыре медных шара. Внутри устроена лестница такой ширины, чтобы муэдзин мог въезжать по ней на лошади.

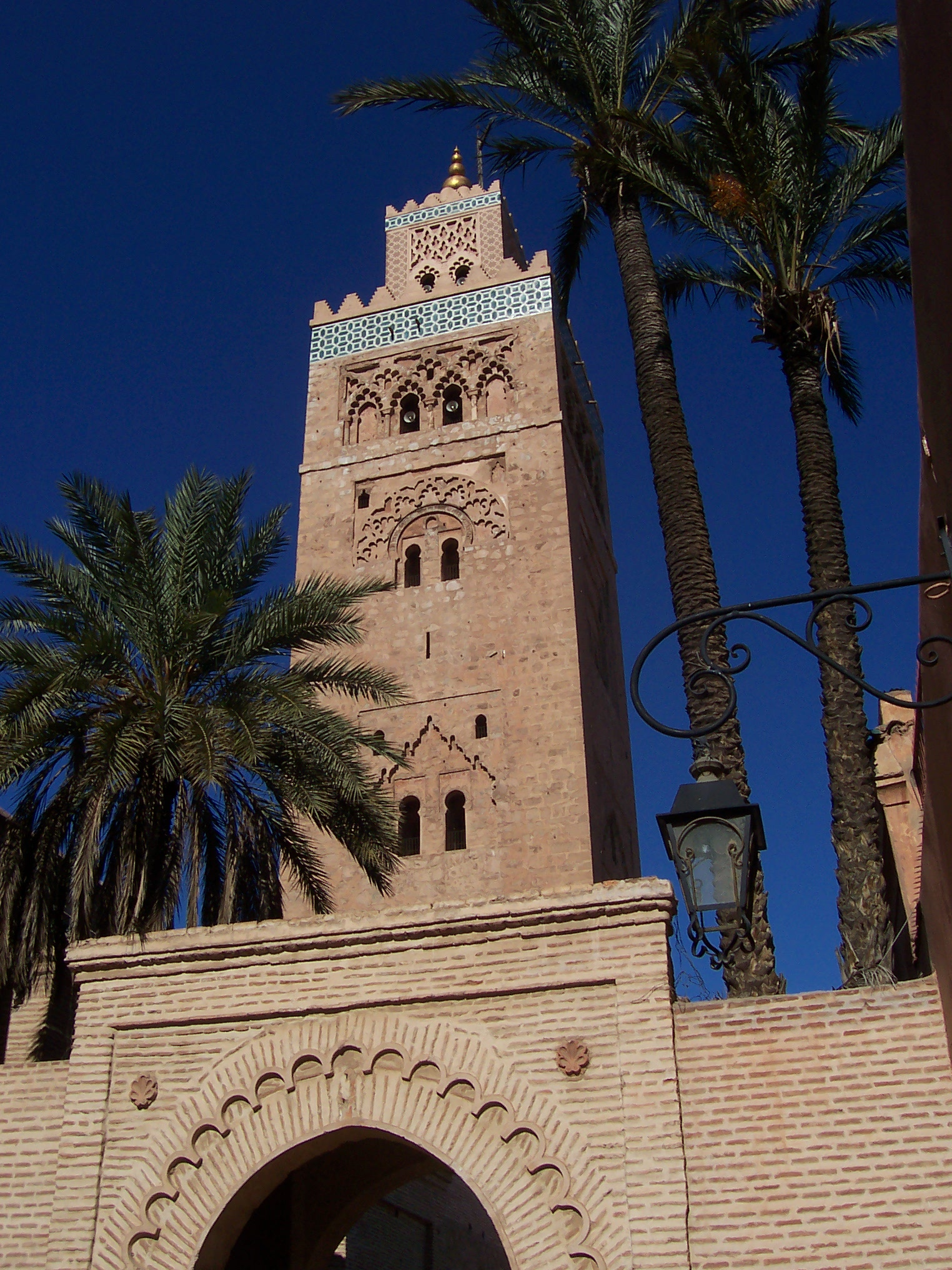
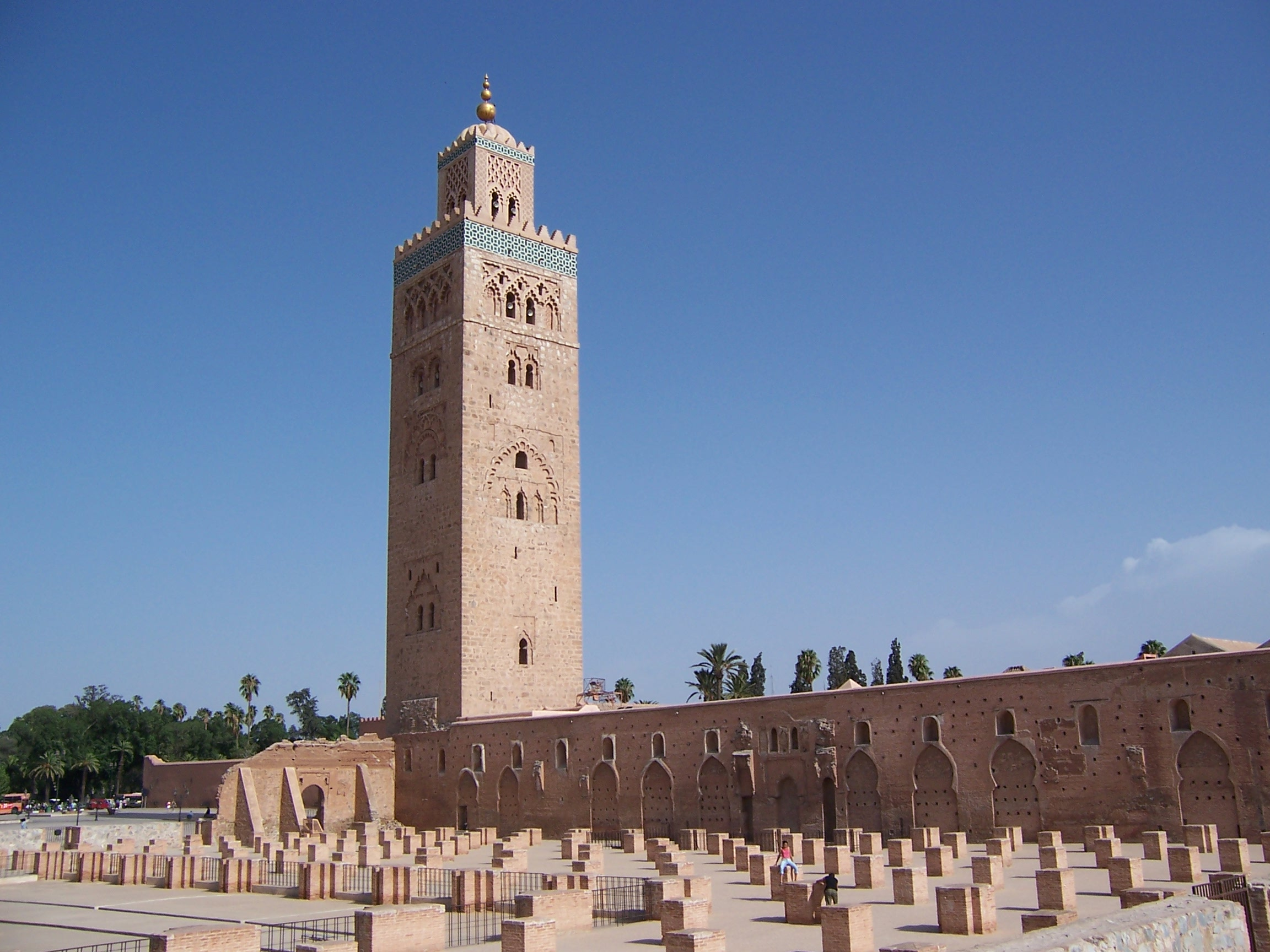
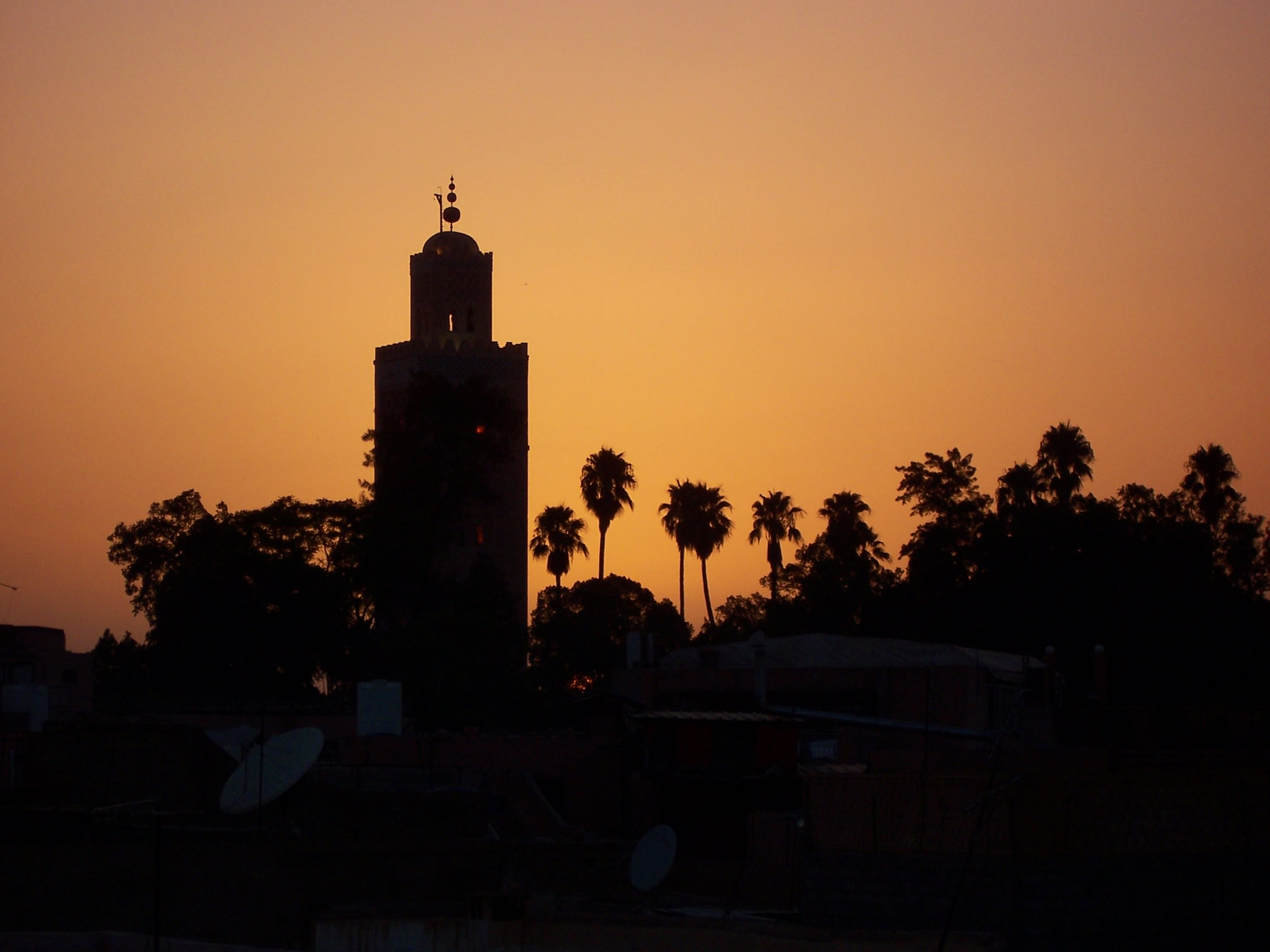

## Интересные факты
- Мечеть Аль-Кутубия изображена на гербе 4-го учебного полка Французского Иностранного легиона.
- Мечеть Аль-Кутубия изображена на картине Уинстона Черчилля «Минарет мечети Аль-Кутубия»  (1943).